# Kansas, Illinois
Kansas là một làng thuộc quận Edgar, tiểu bang Illinois, Hoa Kỳ. Năm 2010, dân số của làng này là 787 người.

## Dân số
Dân số qua các năm:
- Năm 2000: 842 người.
- Năm 2010: 787 người.